# جيهان الشماشرجي
جيهان الشماشرجي (مواليد 29 مايو 1987) ممثلة مصرية.

## حياتها
اهتمت في بداية مسيرتها الفنية بالأعمال اليدوية وتخصصت في تصميم المجوهرات، درست چيهان أيضاً الرقص المعاصر حيث قدمت عروضًا للرقص المعاصر على مسرح الجامعة الأميركية. طوّرت چيهان قدراتها التمثيلية بالمشاركة في العديد من ورش التمثيل.
بدأت مسيرتها الدرامية في مسلسل لعبة النسيان، بعدها قدمت شخصية نانسي في الجزء الخامس من مسلسل حكايات بنات، ثم شاركت في مسلسل نمرة اتنين في حلقة (أنت فين؟) وشاركت في الموسم الثالث من المسلسل الشهير الآنسة فرح، بجانب مشاركتها في مسلسل حلوة الدنيا سكر، ومسلسل بين السما والأرض المأخوذ من قصة لنجيب محفوظ. اهتمت جيهان أيضًا بالسينما المستقلة؛ فمن بين الأفلام القصيرة التي شاركت بها: فيلم حاسب تحلم للمخرج محمد ربيع، أقولك على سر للمخرج محمد علوي، ودخول مفاجئ للمخرج احمد جمال.

## أعمالها الفنية

### مسلسلات
أحلام سعيدة
- دليلك الذكي إلى الطلاق
- لعبة النسيان
- نمرة 2
- حكايات بنات
- الآنسة فرح
- حلوة الدنيا سكر
- بين السما والأرض
- كامل العدد
- حكايات قروب العيلة
- سفاح الجيزة
- جودر
- سوتس بالعربي
- جودر 2
- سراب
- اخواتي

### أفلام
- القاهرة - مكة
- حاسب تحلم
- أقولك على سر
- دخول مفاجئ
- رحلة 404
- أنف وثلاث عيون

### مسرحيات
- العشيق

## وصلات خارجية
- جيهان الشماشرجي على موقع IMDb (الإنجليزية)
- جيهان الشماشرجي على موقع الدهليز
- جيهان الشماشرجي على موقع قاعدة بيانات الأفلام العربية
- جيهان الشماشرجي على موقع قاعدة بيانات الفيلم (الإنجليزية)
- ممكن نتعرف؟ جيهان الشماشرجي
- سبوت اون مسلسل "كامل العدد" آية سماحة وجيهان الشماشرجي
- ما لا تعرفه عن جيهان الشماشرجي